# ヴァイセンツルム
ヴァイセンツルム (独: Weißenthurm)はドイツ連邦共和国 ラインラント＝プファルツ州マイエン＝コブレンツ郡にある市。ライン川の左岸のアンダーナッハとコブレンツの中間、対岸にはノイヴィート、コブレンツの北西約12kmに位置する。
ヴァイセンツルム連合自治体 (独: Verbandsgemeinde Weißenthurm) の行政庁所在地である。